# لوکا مارتینلی
لوکا مارتینلی (انگلیسی: Luca Martinelli؛ زادهٔ ۲۰ دسامبر ۱۹۸۸) بازیکن فوتبال اهل ایتالیا است.
از باشگاه‌هایی که در آن بازی کرده‌است می‌توان به باشگاه فوتبال مسینا، باشگاه فوتبال کیه‌وو ورونا، باشگاه فوتبال چیتادلا، باشگاه فوتبال امپولی، باشگاه فوتبال یووه استابیا، و باشگاه فوتبال نووارا اشاره کرد.